# Африкано-Малагасійська угода
Африкано-Малагасійська угода — патентний договір від 13 вересня 1962 р., укладений між державами Камерун, Конго, Кот д'Івуар, Бенін, Габон, Буркіна-Фасо, Малагасійська Республіка, Мавританія, Нігер, Сенегал, Центральноафриканська Республіка. Відповідно до цього договору створено єдине для цих країн патентне відомство в справах промислової власності, яке виконує функції національного патентного відомства для кожної з вказаних держав. Виданий цим відомством патент автоматично діє в кожній з держав — учасниць угоди.